# توسیع گالوا
در ریاضیات، توسیع گالوا (Galois Extension)، توسیع میدانیِ جبری {\displaystyle E/F} است که نرمال و جداپذیر باشد؛ یا به‌طور معادل، {\displaystyle E/F} جبری است و میدانی که توسط گروه خودریختی {\displaystyle Aut(E/F)} ثابت بماند، دقیقاً میدان پایه‌ای {\displaystyle F} است. اهمیت گالوا بودن یک توسیع این است که آن توسیع دارای گروه گالوا بوده و از قضیه بنیادین نظریه گالوا تبعیت می‌نماید.
نتیجه‌ای از امیل آرتین به ما امکان می‌دهد تا توسیع‌های گالوایی بدین شکل بسازیم: اگر {\displaystyle E} میدان دلخواهی باشد و {\displaystyle G} گروه متناهی از خودریختی‌های {\displaystyle E} با میدان ثابت {\displaystyle F} باشد، آنگاه {\displaystyle E/F} توسیع گالوایی می‌باشد.

## ارجاعات
1. ↑  Lang 2002, p. 262.
2. ↑  Lang 2002, p. 264, Theorem 1.8.